# Pederobba
Pederobba település Olaszországban, Veneto régióban, Treviso megyében. Lakosainak száma 7327 fő (2023. január 1.). Pederobba Cavaso del Tomba, Cornuda, Monfumo, Vidor, Alano di Piave, Crocetta del Montello és Valdobbiadene községekkel határos.

## Népesség
A település népességének változása:
| Lakosok száma | 7403 | 7353 | 7327 |
|               | 2017 | 2018 | 2023 |